# Biblioteka Liceum Krzemienieckiego

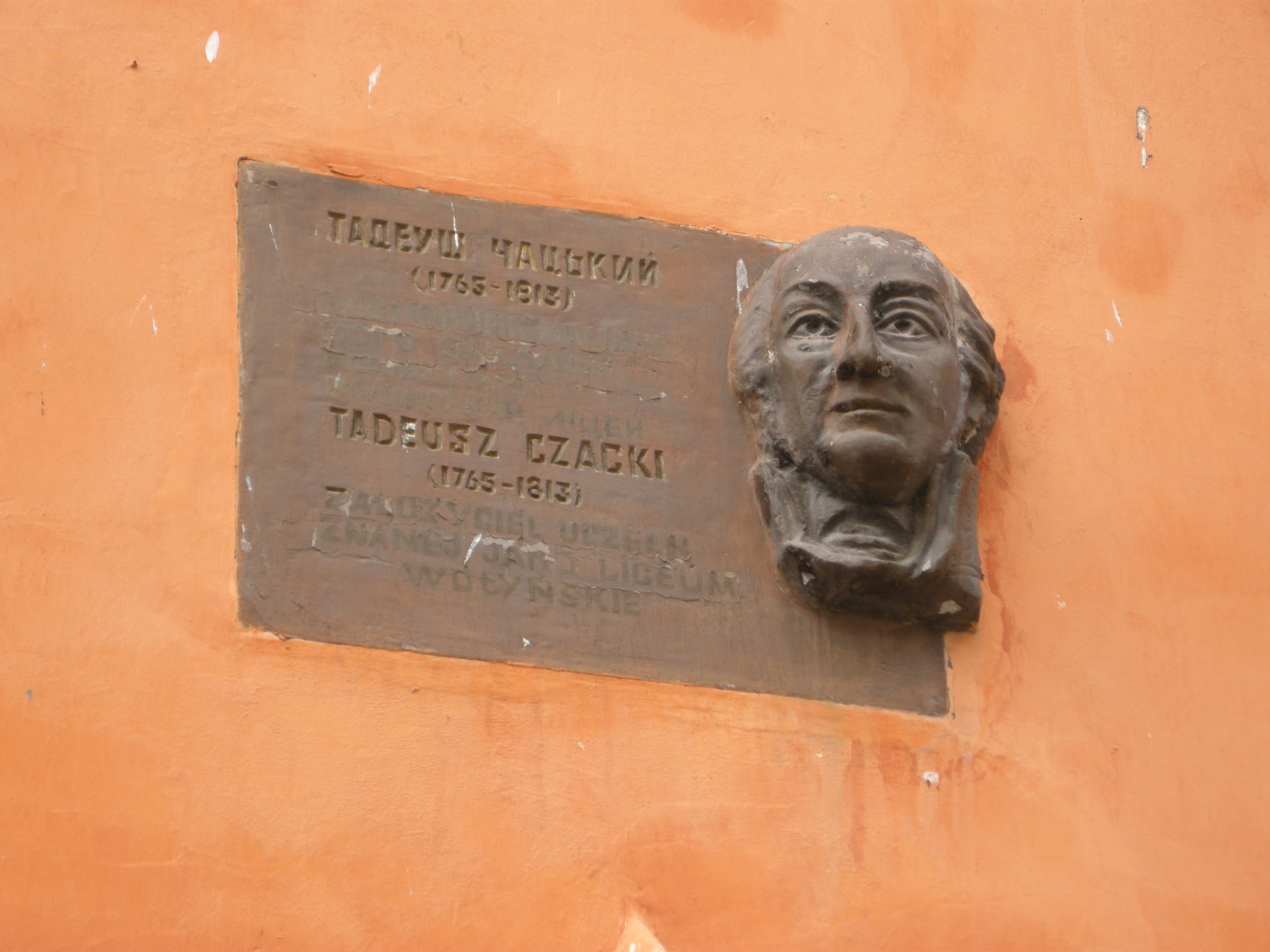
Tablica pamiątkowa Tadeusza Czackiego, założyciel biblioteki
(przy wejściu do biblioteki)

Biblioteka Liceum Krzemienieckiego – biblioteka szkolna należąca do Liceum Krzemienieckiego w Krzemieniecu na Wołyniu. 

## Historia biblioteki
Biblioteka została założona w 1805 roku przez Tadeusza Czackiego, który pragnął stworzyć w Krzemieńcu ośrodek na poziomie akademickim. W tym celu, za kwotę 25 tysięcy złotych, zakupił on bibliotekę księcia Stanisława Augusta Poniatowskiego liczącą 15580 woluminów, powstałą w 1764 roku, wraz ze zbiorami numizmatycznymi, przyrządami matematyczno-astronomicznymi, gabinetem historycznym i katalogiem Jana Albertrandi. 
Przez kolejne lata biblioteka była uzupełniana darami ksiąg i rycin. Biblioteka miała własną czytelnię a od 1811 roku własną drukarnię. Wraz z likwidacją liceum w 1834 roku, zlikwidowana została również biblioteka. Jej zbiory zostały wysłane do Kijowa, gdzie stały się podstawą biblioteki Uniwersytetu św. Włodzimierza. Po drugiej wojnie światowej, 2 sierpnia 1977 roku, została przemianowana na Ogólnonarodową Bibliotekę UAN a następnie na Bibliotekę Narodową im. W.I. Wernackiego Narodowej Akademii Nauk. W 1836 w budynku odebranym Liceum rozlokowano prawosławne seminarium duchowne.

## Zbiory biblioteki
W przededniu likwidacji księgozbiór zawierał 24379 tytułów w 34378 tomach. Jej wartość wyceniona został na 56820 srebrnych rubli Księgozbiór posiadał liczne cenne druki muzealne:
- wydrukowana na pergaminie ilustrowana Libri de animalibus Aristotelis wydana w Wenecji w 1476 roku;
- Ars memorativa – podręcznik do mnemomechaniki wydany w Augsburgu w 1478 roku, (jedna z pięciu kopii);
- De officiis et Paradoxa Cycerona  wydana w Moguncji, w 1465 roku – inkunabuł, pierwsza drukowana grecką czcionką książka o charakterze humanistycznym;
- Biblia ostrogska – biblia Iwana Fiodorowicza wydana w Ostrogu w 1581 roku;
- Statut Wielkiego Księstwa Litewskiego z 1588 roku;
- ręcznie wykonana mapa Morza Śródziemnego z XV wieku.

W skład biblioteki wchodziły: księgozbiór woluminów polskiego historyka Józefa Aleksandra Jabłonowskiego, dar księżnej Teofili Strzeżysławy, liczący ok. 4 tysięcy woluminów prawie wyłącznie starodruków i cymelia; prywatna kolekcja rodowa Mikoszewskich (780 tomów), hrabiego Franciszka Moszyńskiego (2603 tomy ), dyrektora szkół podolskich F Szejdta (912 tomów) i książki medyczne J. Lerneta.